# Brice Hortefeux
Brice Hortefeux es un político francés nacido el 11 de mayo de 1958 en la ciudad de Neuilly-sur-Seine. Es miembro del partido conservador Unión por un Movimiento Popular (UMP).
Amigo de Nicolas Sarkozy, los analistas políticos lo consideran la mano derecha del Presidente. Diputado en el Parlamento Europeo, Hortefeux fue desde 2005 Ministro de Municipalidades en el gobierno de Dominique de Villepin.
El 18 de mayo de 2007 fue nombrado Ministro de Inmigración del gobierno de François Fillon, tras la elección de la presidencia de la República de Nicolas Sarkozy. Desde junio de 2009 hasta febrero de 2011 fue Ministro del Interior.
Desde 2011 hasta 2024 fue diputado al Parlamento Europeo.
- Datos: Q502972
- Multimedia: Brice Hortefeux / Q502972